# Rome Independent Film Festival
Das Rome Independent Film Festival (abgekürzt RIFF) ist ein internationales Filmfestival, das seit 2000 in Rom stattfindet.

## Geschichte
Das Festival findet im neuen Kino Aquila und in der Casa del Cinema a Villa Borghese statt. Das Ziel ist die Förderung des unabhängigen Filmschaffens, wobei den italienischen Erstlingsfilmen besondere Aufmerksamkeit geschenkt wird. Neben der Förderung des hochwertigen italienischen Kinos im Ausland organisiert das Festival regelmäßig Veranstaltungen und Treffen mit jungen Regisseuren und Drehbuchautoren. Es wird mit der Unterstützung des Ministero per i Beni e le Attività Culturali und der Direzione generale per il cinema – Abteilung für Kultur, Kunst und Sport der Region Latium und der Stadt Rom – Abteilung für Kulturpolitik durchgeführt. 2012 wurden 120 Filme aus 40 Ländern ausgewählt, davon mehrere italienische Produktionen, wie Aspromonte und Ristabbanna.

## Auszeichnungen

### Bester internationaler Spielfilm
- Selbstmedikation, Regie: Monty Lapica (2006)
- Punk Love, Regie: Nick Lyon (2007)
- Klasse, Regie: Imar Raag (2007)
- Hunger, Regie: Steve McQueen (2009)
- Fish Tank, Regie: Andrea Arnold (2011)[2]
- Dziewczyna Z Szafy, Regie: Bodo Kox (2013)
- Fair Play, Regie: Andrea Sedláčková (2014)
- Kebab i Horoskop, Regie: Grzegorz Jaroszuk (2014)
- Nunca vas a estar solo, Regie: Alex Anwandter (2016)
- El color de un invierno, Regie: Cecilia Valenzuela Gioia (2016)